# 자본론 제2권

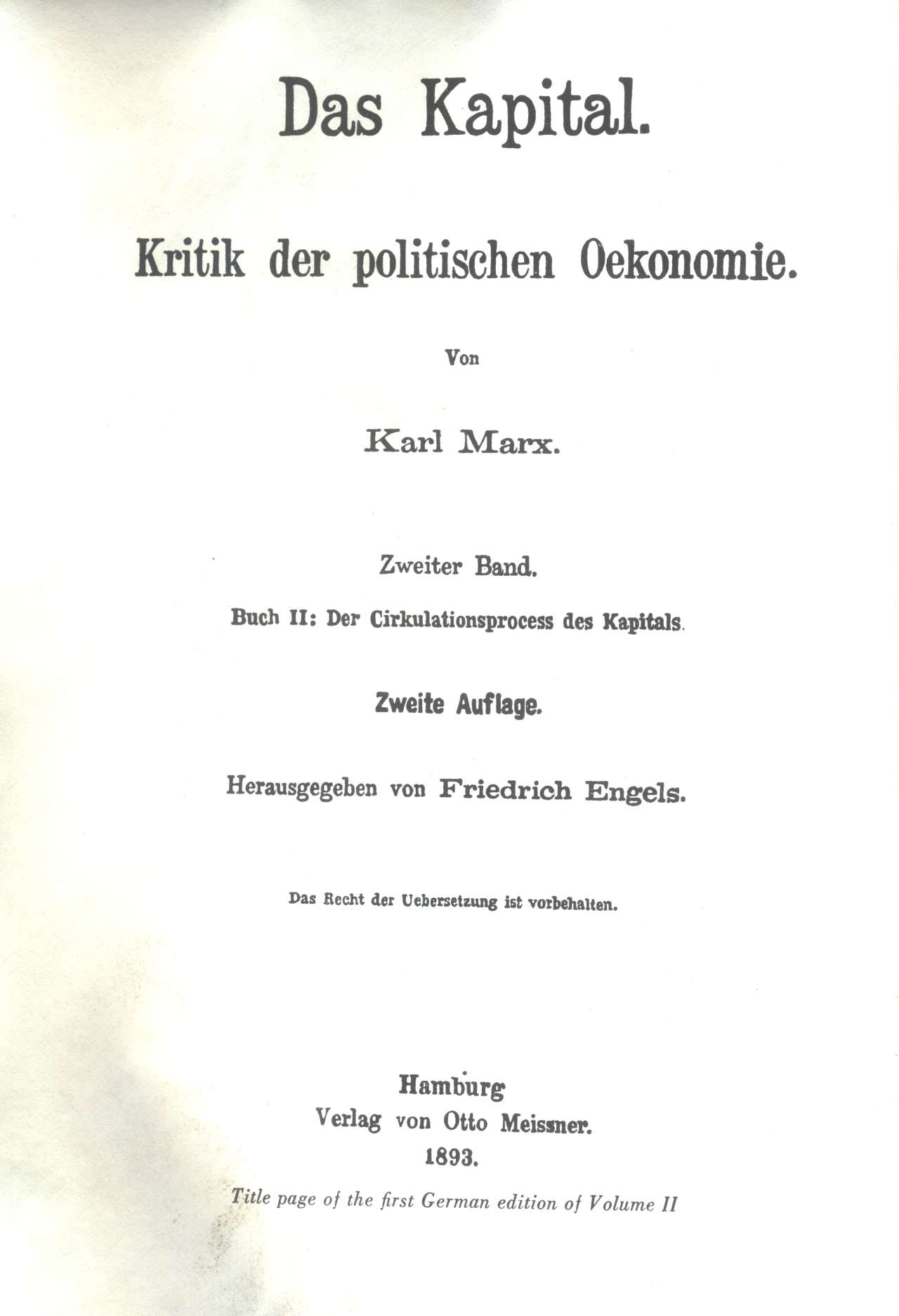

《자본론 제2권: 자본의 순환과정》(독일어: Das Kapital. Buch II: Der Cirkulationsprocess des Kapitals)은 1885년 프리드리히 엥겔스가 고인이 된 카를 마르크스의 원고들을 정리해 출판했다. 다음 세 부분으로 나뉠 수 있다.
1. 자본과 그 순환의 변형
2. 자본의 회수
3. 총 사회 자본의 재생산과 순환

제2권에서는 시장에 관한 기본 개념, 가치와 잉여가치가 어떻게 인식되는지가 논해진다. 제2권에서는 제1권에서 다룬 노동자와 기업가 대신 금전 소유자(및 금전 대출자), 도매상인, 거래자, 사업가 또는 '기능적 자본가'들을 주로 다루고 있다. 제2권에서 노동자들은 가치와 잉여가치의 생산자보다는 소비 상품의 구매자이자 노동력 상품의 판매자로서 등장한다(물론 가치생산자로서의 노동자의 성격은 제1권에서 확립되었으며, 제2권에서의 노동자를 이해할 때도 이 개념이 선행되어 있어야 한다).
| 이전 자본론 제1권 |  | 다음 자본론 제3권 |

## 같이 보기
- 마르크스주의 경제학